# مورتون قاولد
مورتون قاولد (بالإنجليزية: Morton Gould)‏ هو عازف بيانو وملحن أمريكي، ولد في 10 ديسمبر 1913 في Richmond Hill, Queens ‏ في الولايات المتحدة، وتوفي في 21 فبراير 1996 في أورلاندو في الولايات المتحدة.

## وصلات خارجية
- مورتون قاولد على موقع IMDb (الإنجليزية)
- مورتون قاولد على موقع الموسوعة البريطانية (الإنجليزية)
- مورتون قاولد على موقع ميوزك برينز (الإنجليزية)
- مورتون قاولد على موقع قاعدة بيانات برودواي على الإنترنت (الإنجليزية)
- مورتون قاولد على موقع أول ميوزيك (الإنجليزية)
- مورتون قاولد على موقع ديسكوغز (الإنجليزية)
- مورتون قاولد على موقع قاعدة بيانات الفيلم (الإنجليزية)